# Râul Clociți
Râul Clociți este un curs de apă, afluent al râului Hârboca. 